# Bellai Eszter
Bellai Eszter (Szigetvár, 1956. május 20. –) Liszt Ferenc-díjas magyar operaénekes (szoprán), a Győri Nemzeti Színház magánénekese, örökös tagja.

## Életpályája
Énekművészi és tanári diplomáját 1982-ben Budapesten, a Zeneakadémián kapta. Énektanára: Sziklay Erika volt. Énektanulmányait Bécsben folytatta tovább, tanára: prof. Gerda Scheyrer volt.
1984-től a győri Kisfaludy Színház, később a Győri Nemzeti Színház tagja.
Vendégként a Magyar Állami Operaház, a Szegedi Nemzeti Színház, a Miskolci Nemzeti Színház, a debreceni Csokonai Színház, valamint a Pécsi Nemzeti Színház produkcióiban szerepelt.
]
opera és operett gálaműsorokban fellépett a világ számos országában: Argentína, Franciaország, Belgium, Németország, Ausztria, Finnország, Mexikó, Izrael, Ausztrália, Olaszország. Brüsszelben együtt szerepelt Montserrat Caballéval 1986-ban Rossini: Semiramis című operájának koncertszerű előadásán, rádió- és lemezfelvételén. A karmester Sylvain Cambreling volt.  
1996-tól állandó vendégként énekelt a Magyar Állami Operaházban. Először beugróként Giacomo Puccini Pillangókisasszony című operájának címszerepében mutatkozott be, melyet Békés András rendezett. 1999-ben Kerényi Miklós Gábor rendezésében mutatták be a Pillangókisasszonyt (Pillangóasszony címmel), ekkor már felkérte az Operaház Cso-cso-szán szerepére, melyet éveken keresztül énekelt. 2007-ben műsorra tűzi a Budapesti Tavaszi Fesztivál Puccini Pillangókisasszony című előadását, melyben Bellai Eszter énekelte a címszerepet   Láthatta még az Operaház közönsége Giuseppe Verdi Aida című operájának címszerepében is több alkalommal, Puccini Turandot című operájában Liù szerepében és Verdi Traviata című operájának címszerepében.
A Puccini Pllangókisasszony pécsi és operaházi címszerep-formálásáról - a magyar operajátszásban ritkaságnak számító módon -   Kovács Attila zenei helytörténész készített zenés audiovizuális tanulmányt.
Az opera mellett számos nagyoperett primadonna szerepét is elénekelte. Kálmán: Csárdáskirálynő – Mexikó, Lehár: A víg özvegy – Ausztrália és Németország.
1996-ban Verdi- és Puccini-áriákkal önálló CD-je jelent meg Swinging sentiments – Szárnyaló szenvedélyek címmel.
A 2010-es évektől musicalekben is láthatják a nézők: Rodgers–Hammerstein: A muzsika hangja, Dan Goggin: Apácák.
Ma színházi szerepei mellett a Győri Nemzeti Színházban óraadó hangképző tanár a Magyar Agrár- és Élettudományi Egyetem Rippl-Rónai Művészeti Intézetében tanuló színész növendékek számára, akik a gyakorlatukat töltik a Színházban, valamint magánénekórákat tart ifjú tehetségeknek.

## Magánélete
Sokgyerekes családba született, legfiatalabb lánygyermekként, Szigetváron. A Zeneakadémia elvégzése óta Győrben él. Férje: Dr. Czeiner Antal idegsebész, 1989 óta. Gyermekei: Réka (1981) és Márton (1990)

## Főbb operaszerepei
- Pillangókisasszony: Cso-cso-szán
- Carmen: Micaela
- Bajazzók: Nedda
- Parasztbecsület: Santuzza
- A köpeny: Georgette
- Tosca: Tosca
- A trubadúr: Leonora
- Don Carlos: Erzsébet
- Nabucco: Abigél
- Traviata: Violetta
- Rigoletto: Gilda
- Álarcosbál: Amelia
- Bohémélet: Mimi
- Otello: Desdemona
- Aida: Aida
- Bánk bán: Melinda
- Hunyadi László: Szilágyi Erzsébet
- Don Giovanni: Donna Anna, Donna Elvira.

## Díjak, elismerések
- 1985-ben I. helyezést ért el az Antwerpenben rendezett nemzetközi énekversenyen opera, dal és oratórium kategóriában egyaránt.
- 1994-ben megkapta a Szent László-díjat
- 1996-ban Szent István-díjjal ismerték el munkásságát.
- 2005-ben a Győri Nemzeti Színház Örökös Tagja lett.
- 2008-ban Szigetvár Városi Címerplakett kitüntetés adományozása
- 2010-ben neki ítélték oda a Győr Művészetéért díjat.
- 2021-ben
  - a Magyar Érdemrend lovagkeresztje kitüntetéssel, illetve
  - a Magyar Művészeti Akadémia Életút-díjával ismerték el munkásságát
- 2023-ban Életműdíj - Musica Hungarica kiadó
- 2024-ben Liszt Ferenc-díj[5]